# Wicomico River (dopływ Potomaku)
Wicomico (ang. Wicomico River) – rzeka w amerykańskim stanie Maryland, dopływ Potomaku.